# Price-Gletscher (Südgeorgien)
Der Price-Gletscher ist ein 5,5 km langer Gletscher an der Südküste Südgeorgiens. Er fließt in südwestlicher Richtung zur Cheapman Bay.
Der South Georgia Survey kartierte ihn bei seiner von 1951 bis 1957 durchgeführten Vermessungskampagne. Namensgeber ist der britische Bergsteiger Tom Price (1919–2013), der dem South Georgia Survey von 1955 bis 1956 angehört hatte.